# Yuya Nagasawa
Yuya Nagasawa (長沢 祐弥 Nagasawa Yuya?), född 1 juli 1996 i Shizuoka prefektur, är en japansk fotbollsspelare.
Nagasawa började sin karriär 2019 i Azul Claro Numazu.